# 儋州调声
儋州调声（儋州话/ʔdam44 tsɔu44 ʔɛ22 tiaŋ44/）是流传在中国海南省儋州市一带的传统音乐，使用儋州方言演唱。现被国务院列入第一批国家级非物质文化遗产。

## 名称
调声在儋州话中被称作/ʔɛ22 tiaŋ44/，其中/ʔɛ22/所对应的本字并不确定。「调」字在儋州话白读为/hɛ53/，读音并不符合。除了「调声」以外也有人写作「耳声」、「倚声」、「嬥声」、「欸声」等等，但均不能满足音义兼合。20世纪60年代，音乐家关慧棠来儋州采风时将其名称定为「调声」。有观点认为「调声」的本字应当为「拗声」，因「拗」在儋州话读/ʔɛ22/，且「拗」可引申为将声音拗弯变得婉转动听，另外「拗」还可以涵盖演唱时歌手身体随节奏摆动的动作。

## 历史
儋州自古有歌海的美誉，儋州民歌最早可以追溯到西汉。北宋文学家苏东坡谪居儋州期间曾以「夷声彻夜不息」来称赞当地歌风之盛。清代乾隆年间，吴德裕、张绩等当地文人创作了以《咬手印》、《痴情守五更》为代表的大量作品，儋州民歌得到进一步发展。
儋州调声发源于儋州北部地区，脱胎于儋州山歌（但也有观点认为儋州调声未必源于儋州山歌），始于清朝末期民国初期。民众在引水灌溉时将节奏自由的山歌的加以改变，以配合车水的脚步，从而形成调声。后来青年男女也用这种音调来对唱，传递情意。这种歌颂男女情爱的行为在清末并不被主流舆论认可，调声曾因此被立碑禁止。
20世纪中前期，儋州调声紧密联系时事进行创作，在抗日战争、国共内战和社会主义建设时期出现三次高潮。1962年，音乐家田汉来儋州视察时将儋州调声誉为「南国乐坛的奇葩」。
文革期间，儋州调声被视作四旧而被要求革除。文革后，儋县文化馆组织整理收集调声，共收集到调声600余首。
2001年起，儋州市开始在中秋节举办调声节。2006年，儋州调声被国务院列入第一批国家级非物质文化遗产。2011年，儋州调声被列入儋州市政府的重大项目，调声节被立法成为儋州人的固定节日。21世纪以来，儋州当地的艺人也在不断探索发扬传承调声的方式，如将调声和山歌编排成微电影、将调声和摇滚结合、将调声戏剧化走向舞台等等。

## 形式
在古代，儋州地区的青年并不居住在家中，而是居住于类似集体宿舍的后生楼中。青年男女平日闲暇时期都会和同龄人在一起，这样的共同环境便产生了很多集体参与的调声活动，如调大坡和夜游。调大坡又称逻大坡，是指在户外进行的调声活动。而夜游实际是儋州男女青年求爱求偶的性俗。一村的男青年去外村时，若遇上心仪的女青年，便取其手帕、斗笠等物件，并告知自己姓名及村落。等到傍晚女青年会来本村的后生楼取回物件。取物过程中男女以调声来互相对歌，部分歌词甚至直白地表达出男女欢爱的情形。夜游结束后配对成功的男女青年便会一起同房过夜，但第二天男青年将女青年送回村后便就此别过，并不代表两人关系会进一步发展，两人也可在以后的夜游中寻找新的对象。在夜游活动中时常会出现两伙男青年为争抢女青年而大打出手的情况。夜游仅允许住在后生楼的青年人参加，儿童和中年人不可参与。另外夜游也不可在同村男女间进行，以防同村婚姻。随着儋州传统习俗的发展，后生楼和夜游等已经消亡，调声从择偶变成了纯粹的民间娱乐。
虽然夜游传统已经消失，但每逢农历节日、集市、婚庆，集中的调声活动仍然十分常见。儋州不同乡镇有自己的独特节日，在这些节日里当地都会有调声活动。每逢农历八月十五和正月初二，调声歌会尤其热闹，参与者动辄成千上万。除了传统节日外，举办婚礼、乔迁、升学等喜宴时，活动结束后年轻人也会开始调声。随着唱调声的年轻人越来越少，喜宴后的调声活动也逐步交给专业调声队来完成。调声队主要有三种类型，一是传统的村内的青年男女，二是喜爱、怀念调声的中年男女，三是政府及文化机构组建的调声团体。据2008年统计，儋州当地共有130多个调声队，其中有70多个是民间专业队。
20世纪上半叶曾有「扎马摇身唱调声」的说法，即男女青年相对排成两列或间隔围成圆圈，脚分成大八字步，肩并肩，身体随着节奏左右摆动。演唱者并不携手，而是两手自然下垂随身体摇晃。中华人民共和国成立后调声舞蹈动作进一步发展，演唱者开始互相勾着小指，两手随身体或回旋绕圈，或前推后拉上悠下甩。后来除了勾小指外还发展出了摇头、扭腰、踢腿等动作。
调声一般先从男方队伍开始。男方会先排成一列并开始演唱，介绍自己并询问女方是否愿意和男方调声。若女方同意则也一字排开和男方对唱。每个调声队都有领唱者，称为歌头。歌头会根据情况即兴选择唱哪段调声。男方队伍中的歌头在调声活动中尤其活跃。传统上即便在另一队演唱或两曲间隙时，列队摆手的动作也会一直进行，但随着调声求爱功能的丧失，也出现了唱完自己的部分便解散列队的情况。

## 题材
儋州调声最早是作为情歌而存在的。调声中男方通常称「哥」/kɔ44/或「凤」/pʰoŋ31/，而女方通常称「姑」/ko44/或「侬」/nuŋ31/。虽然有部分歌词直白地表达出男女欢爱的情形，但大部分歌词比较含蓄，常常使用比喻、借代、比拟等修辞手法。如清代流传下来的传统调声《七珠八宝摆街卖》，歌词「七珠八宝摆街卖，出色调声有卖否？」借物喻人，表达出邀请女方对歌的意愿。
除了情歌以外，调声也可以记叙生活，诸如家庭情况、身体部位、身边器物等均可被纳入调声的题材。民众也常借调声来表达对美好生活的向往或劳作的喜悦。另外，调声还被用作教育、商业和旅游宣传。

## 曲调
调声有若干常用曲调，并可以在此基础上加以发展变化，从而常唱常新。文革前曾收集到2000余首调声，但在文革中已基本遗失。文革后儋县文化馆通过回忆整理，重新汇集到600余首。每年的调声活动都会有新的曲目出现，据估计在21世纪10年代调声曲目可能已经超过1000首。有一定代表性的曲目有《天崩地塌情不负》、《祖国江山花百样》、《一时不见三时闷》、《单槌打鼓声不响》、《嘱姑九点半》等等。
调声曲调不断推陈出新，演唱时的口误和即兴创作均能发展成新的曲调。其曲调构成的类型主要有派生、支生、吸收外来音调和综合以上情况的综合型这几种类型。派生型在原曲调上适当加以变化。支生型则将原曲调重新加以组织。吸收外来音调则将外来的音调融合进调声当中。
调声曲体结构有两句对应体、三句对应体、四句对应体、复对应体、长结构等等。两句对应体由上下两个乐句构成，是调声的基础。三句和四句对应体则分别在两句对应体的基础上增加了一至二句补句。复对应体或是有两个并列上句两个并列下句，或是可分为前后两个对应分段。长结构则篇幅较长，分为分节、乐段再现、乐段连缀三种。
调声以五声音阶为主，也有六声或七声音阶。单一调式的调声以徵调式和宫调式为主，其次是商调式，再次是羽调式，没有角调式。其旋律变化大体在七度以内，以级进为主，很少跳进。旋律变化有从高到低、从低到高和两头低中间高等情形。

## 歌词
20世纪四十年代前的调声大多一个乐句配一句歌词。四十年代以后，由于歌词的减少，一句歌词往往对应两个乐句，甚至整首曲调。五十年代又出现了将歌词分为主体词和附加词的情况，主体词格律森严类似儋州山歌，附加词则比较自由。歌手将主体词拆开，每遍仅唱一句，然后接上完整的附加词。主体词和附加词的内容未必有较强联系，调声的中心思想往往借由附加词来表达，主体词仅作为演唱形式的需要。
儋州方言有完整的白读和文读两套读音系统，其声、韵、调均有较大差异，尤其是声调，同一个字白读和文读调值往往不同。儋州调声和山歌都使用儋州方言的白读，有六个声调，阴平44，阳平53，阴上去22，阳上去31，阴入2，阳入4。儋州山歌七言四句，格律严谨，要求每句平仄交错，符合律句的「一三五不论，二四六分明」要求，二四句押平声韵，三句结尾为仄声。但和近体诗不同，由于儋州话白读阳入调调值和阴平接近，阳入字也通常被归为平声而非仄声，如「二十八九无月亮」、「水推沙去存石在」等歌词中「十」、「月」、「石」等阳入字就出现在应当用平声字的地方。儋州山歌的格律也影响到了儋州调声的主体词。
调声的衬词较多，可以活跃气氛。最常见的有「呵」、「哩」、「罗」、「谢」等字。另外有一种用唱名来作衬词的现象，经常作为乐句之间的过渡，可能和20世纪学堂乐歌的传播有关。

## 传播
在2019冠状病毒病流行期间，海南省支援湖北武汉的医护人员曾在方舱医院唱起儋州调声《嘱姑九点半》，带领轻症病人随着旋律舞动，帮助病人调节心情。